# Liste von Bauwerken in Jablonec nad Nisou
Die Liste von Bauwerken in Jablonec nad Nisou beinhaltet die bedeutendsten Bauten der modernen Architektur aus der Zeit von 1870 bis 1970 in Jablonec nad Nisou. Die aufgeführten Gebäude geben einen Überblick über die Architekturgeschichte der letzten 100 Jahre und ihre Architekten, sie führen den Betrachter durch die Architekturstile dieser Periode.
Die bekanntesten Bauwerke sind auf den Architektur-Webseiten der Stadt Jablonec nad Nisou zu finden.
Eine Gesamtübersicht zu dieser Thematik gibt die Arbeit von Vedralová über die Moderne Architektur in Gablonz an der Neiße 1885–1935.
Ein Teil dieser Bauten steht unter Denkmalschutz.

## Liste von Bauwerken in Jablonec nad Nisou-Gablonz a. N.
Die bedeutendsten Bauwerke sind in dieser Liste zusammengestellt. Gebäude, die unter Denkmalschutz stehen, sind mit der ÚSKP-Nr. der Zentralen Liste der Kulturdenkmale der Tschechischen Republik (Ústřední seznam kulturních památek České republiky) gekennzeichnet.
| Lage                                                | Objekt | Architekt                                                                               | Baujahr                           | Beschreibung | ÚSKP-Nr.                  | Bild |
| --------------------------------------------------- | --- | --------------------------------------------------------------------------------------- | --------------------------------- | --- | ------------------------- | --- |
| 28. října 91/2 (Standort)                           | Wohn- und Geschäftshaus Stepanek (Štěpánkův dům) (unter Denkmalschutz – Nr. 1000001636)                     | Rudolf Günter (1902–1984)                                                               | 1932                              | Baumeister: Albert Thamerus |                           | Wohn- und Geschäftshaus Stepanek (Štěpánkův dům) (unter Denkmalschutz – Nr. 1000001636)                     |
| 28. října 1969/22 (Standort)                        | Villa Max Jäger                                                                                             | Robert Hemmrich (1871–1946)                                                             | 1912                              | [ 5 ] | 43827/5-5106 Info Katalog | Villa Max Jäger                                                                                             |
| 28. října 1970/24 (Standort)                        | Villa Josef Jäger                                                                                           | Robert Hemmrich                                                                         | 1909                              | [ 6 ] | 43828/5-5107 Info Katalog | Villa Josef Jäger                                                                                           |
| Anenské náměstí 4340/8 (Standort)                   | Palast Merkur                                                                                               | František Janda (1886–1956)                                                             | 1932                              | Funktionalismus. 1987 abgerissen und durch Neubau ersetzt. |                           | Palast Merkur                                                                                               |
| Budovatelů 430/11 (Standort)                        | Stadtbad | Robert Hemmrich                                                                         | 1908–1909                         | Secession | 43885/5-5164 Info Katalog | weitere Bilder                                                                                              |
| Lidická 678/7 (Standort)                            | Wohn- und Geschäftshaus                                                                                     | Robert Hemmrich                                                                         | 1932                              | | 12968/5-5568 Info Katalog | Wohn- und Geschäftshaus                                                                                     |
| Dolní náměstí 600/1 (Standort)                      | Altes Rathaus, jetzt Stadtbibliothek                                                                        | Gustav Sachers (1831–1874)                                                              | 1867–1869                         | Neorenaissance | 11636/5-3529 Info Katalog | weitere Bilder                                                                                              |
| Mírové nám. 3100/19 (Standort)                      | Neues Rathaus                                                                                               | Karl Winter (1894–1964)                                                                 | 1930–1933                         | Purismus mit traditionellen und funktionalistischen Elementen | 46646/5-28 Info Katalog   | weitere Bilder                                                                                              |
| Horní náměstí (Standort)                            | Herz-Jesu-Kirche (Kostel Nejsvětějšího srdce Páně)                                                          | Josef Zasche (1871–1957)                                                                | 1930–1931                         | Funktionalismus, Expressionismus | 10627/5-30 Info Katalog   | weitere Bilder                                                                                              |
| Tržní 2032/8 (Standort)                             | Ehem. Neysseburg (Jablonecký hrad - Zámeček Schlaraffia)                                                    | Arwed Thamerus                                                                          | 1909                              | Die Neysseburg war der Sitz der deutsch-böhmischen Wohltätigkeitsorganisation „Schlaraffia“ in Gablonz. Ein Teil des Gebäudes wurde 2019 ohne Genehmigung abgebrochen. | Wikidata-Objekt anzeigen  | weitere Bilder                                                                                              |
| Podhorská 946/49 (Standort)                         | Wohn- und Geschäftshaus Josef Möller                                                                        | Franz Hasler                                                                            | 1882–1885                         | jetzt Haus der Kinder und Jugend (DDM) |                           | Wohn- und Geschäftshaus Josef Möller                                                                        |
| Podhorská 1844/114 (Standort)                       | Villa |                                                                                         |                                   | |                           | Villa |
| Husova (Standort)                                   | Altkatholische Kirche                                                                                       | Josef Zasche, Emil Herbig (Ausführung)                                                  | 1900–1901                         | Secession | 26276/5-31 Info Katalog   | weitere Bilder                                                                                              |
| Husova 4-10 (Standort)                              | Scheibler-Häuser (Scheiblerovy domy)                                                                        | Robert Hemmrich                                                                         |                                   | | 43903/5-5182 Info Katalog | weitere Bilder                                                                                              |
| V Nivách 1874/15 (Standort)                         | Scheibler-Villa                                                                                             | Arwed Thamerus                                                                          | 1909                              | Jugendstil |                           | Scheibler-Villa                                                                                             |
| Jiráskova 590/20 (Standort)                         | Exporthaus C. A. Schmidt                                                                                    | Franz Hasler, Umbau: Oskar Baudisch (1893–?)                                            | 1896, Umbau: 1931                 | Neorenaissance, Purismus mit expressionistischen Elementen |                           | Exporthaus C. A. Schmidt                                                                                    |
| Jugoslávská 1885/13 (Standort)                      | Dressler-Villa, jetzt Kindergarten                                                                          | Josef Zasche                                                                            | 1905–1906                         | Moderne | Wikidata-Objekt anzeigen  | weitere Bilder                                                                                              |
| Komenského 544/12 (Standort)                        | Haus Gustav Linke                                                                                           | Rudolf Günter                                                                           | 1929–1931                         | Expressionismus | Wikidata-Objekt anzeigen  | weitere Bilder                                                                                              |
| Korejská 2137/21 (Standort)                         | Giebisch-Villa                                                                                              | Josef Zasche                                                                            | 1910–1911                         | Neoklassizismus |                           | Giebisch-Villa                                                                                              |
| Kostelní 1/6 (Standort)                             | Ehem. Pfarrhaus, Haus Jana und Josef Václav Scheybal                                                        | Arwed Thamerus                                                                          | 1892 (Umbau, urspr. Bau von 1794) | Neorenaissance – Das ehem. Pfarrhaus der Kirche St. Anna war Wohnsitz des Malers Josef Václav Scheybal (1928–2001), jetzt Galerie                                      | 37569/5-4785 Info Katalog | weitere Bilder                                                                                              |
| Liberecká 1900/5 (Standort)                         | Stadttheater                                                                                                | Ferdinand Fellner (1847–1916), Hermann Helmer (1849–1919) (Fellner & Helmer)            | 1905–1907                         | Secession, Neoklassizismus | 11643/5-27 Info Katalog   | weitere Bilder                                                                                              |
| Liberecká 593/8 (Standort)                          | Wohn- und Geschäftshaus                                                                                     | Robert Hemmrich                                                                         | um 1905                           | Secession | 44007/5-5293 Info Katalog | Wohn- und Geschäftshaus                                                                                     |
| Jehlářská 2315/11 (Standort)                        | Ehem. Österreichisch-ungarische Bank                                                                        |                                                                                         | 1913                              | |                           | Ehem. Österreichisch-ungarische Bank                                                                        |
| Generála Mrázka 28/16 (Standort)                    | Villa |                                                                                         |                                   | |                           | Villa |
| Lidická 1777/24 (Standort)                          | Geschäftshaus Heinrich Wawerisch                                                                            | Arwed Thamerus                                                                          | 1903                              | Historismus mit Jugendstil-Elementen | 12982/5-5582 Info Katalog | Geschäftshaus Heinrich Wawerisch                                                                            |
| Lovecká 561/14 (Standort)                           | Scheibler-Hütte (Scheiblerova huť)                                                                          | unbekannt                                                                               | 1884–1912 (Umbau)                 | | 12088/5-5453 Info Katalog | Scheibler-Hütte (Scheiblerova huť)                                                                          |
| Luční (Standort)                                    | Synagoge (Jablonec nad Nisou)                                                                               | Wilhelm Stiassny (1842–1910)                                                            | 1892                              | Maurischer Stil, 1938 zerstört | Wikidata-Objekt anzeigen  | weitere Bilder                                                                                              |
| Máchova 3556/39b (Standort)                         | Bethaus der Baptisten-Bruderschaft (Modlitebna Bratrské jednoty baptistů)                                   | Daniel Mathauser (1921–2012)                                                            | 1970–1976                         | |                           | Bethaus der Baptisten-Bruderschaft (Modlitebna Bratrské jednoty baptistů)                                   |
| nám. Dr. Farského (Standort)                        | Ehem. Evangelische Kirche, jetzt Kirche Dr. Farský der Tschechoslowakischen Hussitischen Kirche             | Arwed Thamerus                                                                          | 1892                              | Neogotik | 13431/5-5459 Info Katalog | weitere Bilder                                                                                              |
| Opletalova 3102/29 (Standort)                       | Villa Friedrich Schmelowsky                                                                                 | Heinrich Lauterbach (1893–1973)                                                         | 1933                              | Funktionalismus | 35696/5-4789 Info Katalog | Villa Friedrich Schmelowsky                                                                                 |
| Palackého 3111/26 (Standort)                        | Villa Alfred Kantor                                                                                         | Heinrich Kulka (1900–1971)                                                              | 1933–1934                         | Funktionalismus | 43735/5-11 Info Katalog   | weitere Bilder                                                                                              |
| Petra Bezruče 2900/63 (Standort)                    | Villa Adalbert und Martha Braun                                                                             | Max Daut                                                                                | 1928/29                           | Traditionalismus | 43934/5-5214 Info Katalog | Villa Adalbert und Martha Braun                                                                             |
| Podhorská 571/12 (Standort)                         | Ehem. Böhmische Escompte-Bank                                                                               | Max Kühn (1877–1944)                                                                    | 1924                              | Neoklassizismus | 43860/5-5139 Info Katalog | Ehem. Böhmische Escompte-Bank                                                                               |
| Riegrova 2573/3 (Standort)                          | Villa Hugo Löbl (Fa. Kramer & Löbl, Schlag bei Gablonz)                                                     | Max Hans Kühne (1874–1942) (Lossow & Kühne)                                             | 1925                              | Neoklassizismus | 43918/5-5198 Info Katalog | weitere Bilder                                                                                              |
| U Balvanu 764/16 (Standort)                         | Realgymnasium                                                                                               |                                                                                         | 1897                              | jetzt Gymnasium |                           | Realgymnasium                                                                                               |
| Skřivánčí 2875/11 (Standort)                        | Villa Karl Gregor                                                                                           | Max Kühn                                                                                | 1930                              | [ 27 ] |                           | Villa Karl Gregor                                                                                           |
| Skřivánčí, Na Kopci, Řetízková 3051–3058 (Standort) | Wohnblock am Žižka-Berg (Žižkův vrch)                                                                       | Franz Ludwig (1894–1963)                                                                | 1931–1932                         | Traditionalismus Erbauer: Gemeinnützige Bau- und Wohnungsgenossenschaft „Eigener Herd“ GmbH, Teplice-Trnovany                                                          |                           | Wohnblock am Žižka-Berg (Žižkův vrch)                                                                       |
| Turnovská 2700/38 (Standort)                        | Ehem. Bezirksiechenhaus                                                                                     | Robert Hemmrich                                                                         | 1927–1932                         | Traditionalismus mit Art-déco-Elementen |                           | weitere Bilder                                                                                              |
| U Muzea 398/4 (Standort)                            | Glas- und Bijouteriemuseum Jablonec nad Nisou, ehem. Sitz der Exportfirma Zimmer & Schmidt                  | Emil Herbig                                                                             | 1904                              | Jugendstil (Museum mit Galerie Belvedere - Mlýnská 346/27) | 34693/5-5045 Info Katalog | weitere Bilder                                                                                              |
| Zlatá 2912/9 (Standort)                             | Schneider-Villa                                                                                             | Rudolf Günter                                                                           | 1929–1930                         | Moderne mit expressionistischen Elementen | 103877 Info Katalog       | weitere Bilder                                                                                              |
| Jablonecké Paseky, Průběžná 449/10 (Standort)       | Villa Jaroslav Hasek in Bad Schlag                                                                          | Heinrich Lauterbach                                                                     | 1930–1931                         | Funktionalismus | 18366/5-4788 Info Katalog | weitere Bilder                                                                                              |
| Jablonecké Paseky, Průběžná 368/12 (Standort)       | Villa Rudolf Hasek in Bad Schlag, jetzt katholische Schule                                                  | Oldřich Liska (1881–1959)                                                               | 1926–1927                         | Purismus |                           | Villa Rudolf Hasek in Bad Schlag, jetzt katholische Schule                                                  |
| U Přehrady (Standort)                               | Talsperre Mšeno (Talsperre Grünwald)                                                                        | Otto Intze (1843–1904)                                                                  | 1906–1909                         | mit Intze-Staumauer | 43939/5-5219 Info Katalog | weitere Bilder                                                                                              |
| U Kostela 468 (Standort)                            | Dreifaltigkeitskirche im OT Grünwald an der Neiße (Mšeno nad Nisou)                                         | Ernst Siebeneicher                                                                      | 1936–1938                         | |                           | weitere Bilder                                                                                              |
| Rýnovice, Československé armády 24/15 (Standort)    | Rieger-Haus - Haus der tschechisch-deutschen Verständigung im OT Reinowitz                                  | unbekannt                                                                               |                                   | | 11890/5-5444 Info Katalog | Rieger-Haus - Haus der tschechisch-deutschen Verständigung im OT Reinowitz                                  |
| Rýnovice, Belgická 4852 (Standort)                  | Ehem. Firma Feinapparate-Bau GmbH Jena, Werk Gablonz-Reinowitz, später LIAZ, jetzt Berufsschule für Technik | Hans Hertlein (1881–1963), Franz Anton Dischinger (1887–1953) (Dyckerhoff & Widmann AG) | 1939–1940                         | Neue Sachlichkeit |                           | Ehem. Firma Feinapparate-Bau GmbH Jena, Werk Gablonz-Reinowitz, später LIAZ, jetzt Berufsschule für Technik |
| Vrkoslavice, Petřínská 177/6 (Standort)             | Ehem. Ausflugslokal „Nickelkoppe“ mit Aussichtsturm „Petřín“ (618 m) im OT Seidenschwanz                    | unbekannt                                                                               | 1906                              | [ 35 ] |                           | weitere Bilder                                                                                              |